# تلوک اینتان
تلوک اینتان (به لاتین: Teluk Intan) یک منطقهٔ مسکونی در مالزی است که در پراک واقع شده‌است. تلوک اینتان ۱۲۶٫۹ کیلومتر مربع مساحت و ۲۳۲٬۸۰۰ نفر جمعیت دارد.